# エルツヘルツォーク・カール級戦艦
| エルツヘルツォーク・カール級戦艦 | エルツヘルツォーク・カール級戦艦 |
| -------------------------------- | --- |
| 戦艦エルツヘルツォーク・カール   | |
| 艦級概観                         | |
| 艦種                             | 戦艦 |
| 艦名                             | 人名 |
| 前級                             | ハプスブルク級 |
| 次級                             | ラデツキー級 |
| 性能諸元                         | |
| 排水量                           | 常備：11,596トン |
| 全長                             | 126.4m -m（水線長） |
| 全幅                             | 21.7m |
| 吃水                             | 8.13m |
| 機関                             | ヤーロー式石炭専焼缶12基 ＋三段膨張式レシプロ機関2基2軸推進 |
| 最大出力                         | 18,000hp |
| 最大速力                         | 20.0ノット |
| 航続距離                         | 10ノット/4,200海里 |
| 乗員                             | 740名 |
| 兵装                             | シュコダ 24cm（40口径）連装砲2基 19cm（42口径）単装砲12基 7cm（50口径）単装速射砲12基 4.7cm（44口径）単装速射砲4基 ビッカーズ 3.7cm（44口径）単装速射砲4基 53.3cm水中魚雷発射管単装4基                                |
| 装甲                             | 舷側：230mm（水線中央部）、120mm（第二甲板中央部）、110mm（第二甲板端部） 甲板：55mm 主砲塔：240mm（最厚部） 副砲ケースメイト：170～140～130mm バーベット部：230mm（一段目）、120mm（二段目） 司令塔：220mm（最大厚） |

エルツヘルツォーク・カール級戦艦 (Erzherzog Karl Klasse) はオーストリア＝ハンガリー帝国海軍が建造した前弩級戦艦。

## 艦形

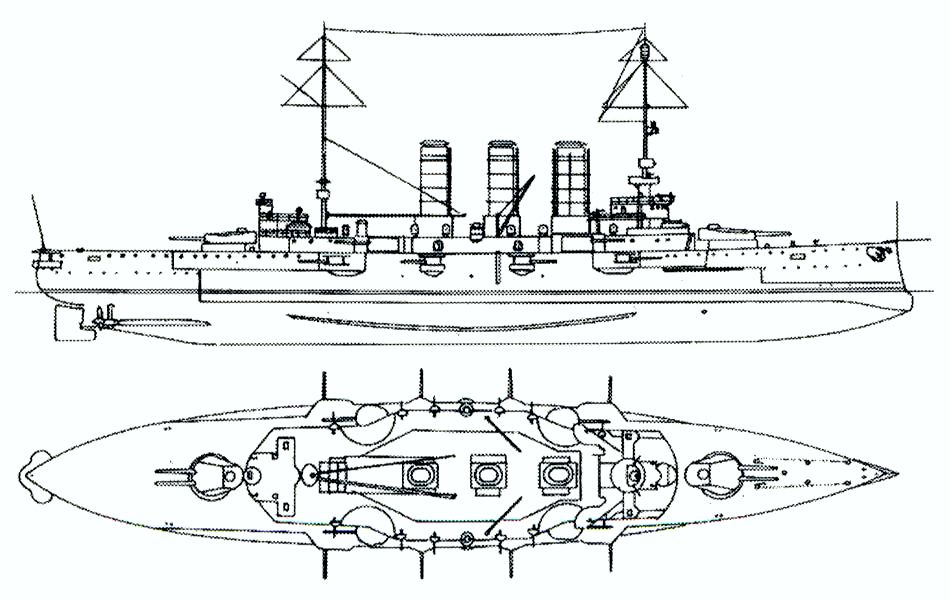
本級の武装配置を示した図。

主行動海域であるアドリア海は、波が穏やかであるものの島嶼が多く、随所に狭水道が存在する環境であることから、これに適合した比較的小型の艦形とし、速力は同時期の他国の戦艦より高速である。前級のハプスブルク級では後部主砲を単装としていたが、本級では2基とも連装砲とし、副砲もより大口径の砲として火力の強化を図っている。
艦首には衝角が設けられていた。主砲は、前後甲板に24cm連装主砲塔各1基をダブルエンダーで配置。艦中央部には艦橋、ミリタリー・マスト形式の単脚の前後檣、等間隔に並んだ3本の煙突がある。煙突の周囲は端艇揚収位置となっており、揚収は2番煙突基部に左右1本ずつ設けられたボート・クレーンにより行われる。副砲（19cm砲）は、単装砲塔で上部甲板上の四隅に1基ずつ計4基、舷側ケースメイト配置で片舷4基ずつ計8基を搭載した。

## 兵装

### 主砲
主砲はシュコダ社製C/86 24cm（35口径）砲を採用した。その性能は、重量140kgの主砲弾を使用した場合仰角30度で射程16,900mであった。発射速度は毎分1.8発、仰角は30度/俯角5度であった。旋回角度は左右150度の旋回角が可能であった。

### その他の備砲・水雷兵装
副砲はシュコダ社製19cm（42口径）砲を採用した。その性能は、重量97kgの砲弾を使用した場合仰角20度で射程20,000mであった。発射速度は毎分3発、仰角は20度/俯角3度であった。甲板上の単装砲塔は左右方向を0度として左右90度、舷側ケースメイトは150度の旋回角をとることが可能であった。
他に対水雷艇迎撃用にシュコダ社製7cm（50口径）速射砲を単装砲架で12基装備し、4.7cm（44口径）単装速射砲4基を装備した。
水雷兵装として53.3cm水中魚雷発射管単装4基を装備した。

## 同型艦
- エルツヘルツォーク・カール（英語版）
- エルツヘルツォーク・フリードリヒ（英語版）
- エルツヘルツォーク・フェルデナント・マックス（英語版）